# David Hemenway

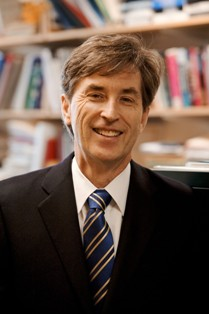
David Hemenway

David Hemenway (* 1945) ist ein US-amerikanischer Wirtschaftswissenschaftler. Er lehrt Gesundheitspolitik an der Harvard School of Public Health und leitet das Zentrum zur Erforschung der durch Gewalt und Verletzungen verursachten gesellschaftlichen Schäden sowie das Zentrum zur Vorbeugung gegen Jugendgewalt.
Hemenway erhielt an der Harvard University 1966 einen B.A. und 1974 einen Ph.D. in Wirtschaftswissenschaften.
Er lebt mit seiner Frau und der gemeinsamen Tochter in Brookline.

## Veröffentlichungen (Auswahl)
- While We Were Sleeping. Success Stories in Injury and Violence Prevention. 2009.
- Private Guns, Public Health. 2006.
- Prices and Choices. 3. Auflage. 1993.